# Estadis febrils
Estadis febrils (títol original: Fever Pitch) és un film anglès de David Evans estrenat l'any 1997. És l'adaptació del llibre del mateix nom de Nick Hornby. De la mateixa novel·la, el 2005 es va estrenar Fever Pitch, comèdia romàntica amb Drew Barrymore i Jimmy Fallon, basada en el món del beisbol americà. S'ha doblat al català.

## Argument
Paul és un professor anglès de mitjana edat obsessionat amb el futbol i seguidor de l'Arsenal. Però la temporada 1988-1989 és particularment moguda, ja que coneix Sarah, una jove que detesta aquest esport. Es veurà forçat a reavaluar la seva vida dràsticament. D'una banda, hi ha la seva noia, i de l'altra, l'única passió que li ofereix alegries i penes, en la qual basa una gran part de la seva vida i que, a més, és l'única que el fa sentir orgullós de la seva identitat britànica.

## Repartiment
- Colin Firth: Paul Answorth
- Luke Aikman: Paul Answorth de jove
- Mark Strong: Steve
- Ruth Gemmell: Sarah Hugues
- Neil Pearson: pare de Paul Answorth
- Lorraine Ashbourne: mare de Paul Answorth

## Crítica
- "Va tenir una gran acollida al Regne Unit. Un tema tractat amb ironia i originalitat. (...) Els flashbacks són el millor de la pel·lícula."[3]
- "Simpàtica."[4]